# Sophronia chilonella
Sophronia chilonella is een vlinder uit de familie tastermotten (Gelechiidae). De wetenschappelijke naam is voor het eerst geldig gepubliceerd in 1833 door Treitschke.
De soort komt voor in Europa.